# ماریانو مارتینز
ماریانو مارتینز (اسپانیایی: Mariano Martínez‎؛ زادهٔ ۲۰ سپتامبر ۱۹۴۸) دوچرخه‌سوار اهل اسپانیا است.
از باشگاه‌هایی که در آن رکاب زده‌است می‌توان به ژیتان–کامپانیولو اشاره کرد.
وی در مسابقات کشوری و بین‌المللی در مجموع برندهٔ ۱ مدال برنز شده‌است.